# Kelley Township
Kelley Township est un ancien township, situé dans le comté de Ripley, dans le Missouri, aux États-Unis,.
Le township est fondé en 1871 et baptisé en référence aux Kelley, une famille locale.